# Fidena auripes
Fidena auripes är en tvåvingeart som först beskrevs av Ricardo 1900.  Fidena auripes ingår i släktet Fidena och familjen bromsar. Inga underarter finns listade i Catalogue of Life.